# 藤井康子
藤井 康子（ふじい やすこ、1950年7月26日 - ）は、日本の元競泳選手。1968年メキシコシティーオリンピック日本代表。200mバタフライ、200m・400m個人メドレーの元日本記録保持者。

## 経歴
熊本市立湖東中学校、浪速女子高校、浪速短期大学出身。山田スイミングクラブ所属。
1966年アジア競技大会に出場。200m個人メドレーの予選で2分39秒7、決勝で2分38秒5と連続で日本新記録を更新して、金メダルを獲得した。
1968年メキシコシティーオリンピック日本代表に選出。100mバタフライで準決勝敗退、200mバタフライで8位、400mメドレーリレーで予選敗退、400mフリーリレーで4分13秒6の日本新記録を更新して6位入賞という結果だった。